# Chiesa di San Lorenzo al Prato
La chiesa di San Lorenzo si trova a Sesto Fiorentino, in provincia di Firenze, arcidiocesi della medesima città.
La chiesa, di origine romanica, dal 1575 fu oratorio della vicina villa già di proprietà Venturi e successivamente Corsi.
Di struttura assai semplice, all'interno presenta un soffitto affrescato con "San Lorenzo portato in cielo dagli angeli".